# Donna Roberts
Donna Marie Roberts (n. 22 de mayo de 1944) es una mujer estadounidense condenada a muerte por el asesinato por encargo de su exesposo. Es la única mujer en el corredor de la muerte en el estado de Ohio.

## Primeros años
Roberts nació y se crio en Youngstown, Ohio y era una estudiante del Instituto Austintown Fitch.
En 1966 se casó con su primer marido William Raymond y se mudaron a Miami, Florida. Tuvieron un niño: Michael Raymond en 1969. Ella y William Raymond se divorciaron en 1971. 
Ella se volvió a casar con su segundo marido: Burton Gelfand en 1972 y más tarde se divorció en 1980. 
Roberts se convirtió al judaísmo mientras vivía en Miami, Florida y trabajaba como ayudante de cirujano plástico alrededor de 20 años en el norte de Miami Beach. 
Roberts conoció a su tercer marido Robert Fingerhut en 1980. Se casaron y compraron una casa en Miami Gardens e Ives Estates en 1983. Más tarde vendieron su casa y se mudaron a Richmond, Virginia por un año y en 1993 la pareja se mudó a la ciudad natal de Roberts: Youngstown, Ohio. Roberts adquirió su casa nueva en Niles en 1994 en Fonderlac Ave. 
Durante este tiempo, Roberts y Fingerhut se dirigieron a la franquicia de alquiler automovilístico Avis en el Aeropuerto Regional Youngstown–Warren por varios años. Por un periodo escaso de tiempo, Roberts también trabajó en un restaurante pequeño localizado dentro de la terminal de autobuses de Youngstown.

## Condena
Roberts fue condenada en 2003 por reclutar a Nathaniel E. Jackson mientras este estaba en prisión, para matar a su exmarido Fingerhut, el cual el 11 de diciembre de 2001, seguía viviendo en la casa a pesar de estar divorciados. En su apelación, está alegó que la policía actuó en una búsqueda ilegal automovilística dentro del garaje. 
Nate Jackson declaró que Donna Roberts no tuvo ningún conocimiento de sus acciones previstas y esto era un montaje durante su confesión a la policía y él también declaró esto durante su juicio.
Jackson también ha sido desde entonces sentenciado a muerte por su función en el asesinato.

## En los medios
- El caso es recreado en la serie de televisión Las verdaderas mujeres asesinas (Deadly Women) de Investigation Discovery, en el episodio 5 de la Temporada 11 (2017).